# Erdődy János (tábornok)
Monyorókeréki és monoszlói gróf Erdődy János  (Velike, Vas vármegye, 1733. május 23. – Zágráb, 1806. március 23.) tábornok, horvát bán.

## Élete
A Monyorókeréki és monoszlói gróf Erdődy család sarja. Apja, gróf Erdődy László (1693-1751) császári és királyi kamarás, huszárkapitány, nemesi testőr, valóságos belső titkos tanácsos, anyja, illésházai gróf Illésházy Anna Mária (1694-1765) volt. Apai nagyszülei, gróf Erdődy Sándor (1670-1727), az udvari kamara elnöke Pozsonyban, és gróf Trauttmansdorf Johanna Beatrix voltak. Anyai nagyszülei illésházai gróf Illésházy Miklós, kancellár, és gyarmati és kékkeöi báró Balassa Erzsébet voltak.
1751-től zászlósként szolgált a József főhg-dragonyosezredben, majd 1754-ben kapitánnyá nevezeték ki a Batthyány-dragonyosezredben. 1760-ban a Magyar Nemes Testőrség alhadnagya lett alezredesi ranggal, majd 1763-ban a Széchényi-huszárezred vezénylőezredese. 1773-ban már vezérőrnagy, 1783-ban pedig altábornagy, megkapta az addigi Nádasdy-huszárezredet. 1790. március 31. és 1806. március 23. között Horvátország bánja volt. Közben 1794-ben lovassági tábornok lett. Részt vett a protestáns Poroszország elleni hétéves háborúban.

## Házassága és gyermekei
Erdődy János kétszer nősült. 1762. augusztus 16-án feleségül vette sárvár-felsővidéki gróf Széchényi Anna Máriát (1743-1783), gróf Széchenyi Antal (1714-1767) és gróf szalai Barkóczy Zsuzsanna lányát. A házasságukból három gyermek született: 
- gróf Erdődy Antónia (1765-1792). Férje, szomszédvári és medvedgrádi gróf Sermage Ferenc, császári királyi kamarás, őrnagy.
- gróf Erdődy Sándor (1766-1823). Felesége, gróf erdődi Pálffy Amália (1774-†?), csillagkeresztes hölgy.
- gróf Erdődy Zsigmond (1775-1813). Felesége, gróf tolnai Festetics Mária (1774-1837)

Miután megözvegyült, 1791. március 20-án házasságot kötött gróf erdődi Pálffy Terézzel (1754-†?).